# パパになりたかった犬
パパになりたかった犬（パパになりたかったいぬ）は、1984年1月9日 - 3月26日にNTV系列(ただし福井放送は放送日時差し替え)ほかの「月曜スター劇場」で放送されたヴァンフィル製作のテレビドラマ。毎週月曜日の21:00～21:54(JST)に放送された。放送回数12回。

## ストーリー
元の飼い主の海外転勤がきっかけで手放す事になるが引き取り手のいないマスティフ犬のヨサク。母子2人暮らしの9歳の夢子に巡り逢う。野犬収容所で始末される所を夢子が止め、助ける。その後、夢子の母・雅代が交通事故死してしまう。夢子はヨサクと一緒に暮らし始めることにするのだった。
そして、天涯孤独になってしまった夢子のパパになろうと考えたヨサク。孤独な夢子を癒し、助け励ますヨサクとの交流を描いたホームドラマ。

## 登場人物
- 土井一章：鶴見辰吾
矢吹正治の甥。三流大学の獣医学部在学中。勉強を差し置いて映画や女の子に夢中。夢子とヨサクの関係を理解している。
- 平川夢子：武藤まみ子
小学4年生。両親は既に亡いが、明るく頭が良く、大人並みの知恵の働きがあることも。犬語が解るという。一方で、音痴で偏食が多いのが欠点。
- 礼子・ハミルトン：マリアン
一章が憧れているハーフ。平川家の向かいに住む。無口で人見知りも激しく、日本語は堪能だが九州弁を話す。プードルの「リンダ」を飼っている。
- 藤倉はるか：香坂みゆき
京三の三女。短期大学の家政科に通う。夢子の味方で、楽天的な性格。顔を整形したがっている。
- 藤倉京三：伊東四朗
平川家の隣に住む藤倉家の主人で、紳士服安売りセンターを経営。お人好しに見えて、実は短気で強引な性格。派手好きで趣味が悪い一面もある。
- 藤倉清子：冨士眞奈美
京三の妻。他の家が気になって仕方ないほど、好奇心旺盛、且つお節介。平川家は特に気になり、この平川家を息子夫婦のため手に入れようと思っている。
- 藤倉敏子：古館ゆき
- 矢吹正治：大坂志郎
個人タクシーの運転手で、夢子の母の遠縁。お人好しだが優柔不断で、妻に頭が上がらず、金儲けも下手。小唄が趣味。
- 矢吹綾子：野村昭子
正治の妻。離婚歴がある（最初の結婚ですぐに夫に逃げられる）。他人のことを考えない性格で、平川家に財産目当てで乗り込む。
- 雅代：沢田亜矢子
- 池田富男（犬売買仲買人）：及川ヒロオ
- 千恵子：中島香葉子
- 菅原ちね子
- 片桐千里
- 角谷栄次
- 山本邦彦
- 高橋征郎
- 佐々木研
- 佐々木梅治
- 田畑ゆり
- 五十嵐美鈴
- 四方堂亘
- 小鹿番
- 下條正巳
- 東啓子
- 高津住男
- 日色ともゑ
- 稲野和子
- 出光元

### ナレーター
- 矢島正明
- 遠山一（ヨサクの声）

（出典：）

## 主題歌
- Tenderness を抱きしめて（歌：サーカス）

## サブタイトル

### 放送年月日
| 話数 | 放送日        | サブタイトル           | 監督     |
| ---- | ------------- | ---------------------- | -------- |
| 1    | 1984年1月9日  |                        | 山本迪夫 |
| 2    | 1984年1月16日 |                        | 山本迪夫 |
| 3    | 1984年1月23日 |                        | 山本迪夫 |
| 4    | 1984年1月30日 | ヨサクの授業参観       | 小山幹夫 |
| 5    | 1984年2月6日  | 想い出のエプロン       | 小山幹夫 |
| 6    | 1984年2月13日 | 忘れられた誕生日       | 山本迪夫 |
| 7    | 1984年2月20日 | ヨサク涙のアルバイト   | 山本迪夫 |
| 8    | 1984年2月27日 | ヨサクは事件の目撃者   | 山本迪夫 |
| 9    | 1984年3月5日  | 夢子が養女に行く？     | 小山幹夫 |
| 10   | 1984年3月12日 | ヨサクのテレビ公開捜査 | 小山幹夫 |
| 11   | 1984年3月19日 | ヨサクの命かけた手術   | 山本迪夫 |
| 12   | 1984年3月26日 | ヨサクの愛よ！永遠に   | 山本迪夫 |

## 放送データ
- 脚本：松木ひろし
- 企画：小坂敬(日本テレビ)
- 制作：日本テレビ　ヴァンフィル(現Gカンパニー)
- プロデューサー：大久保豊　伊藤満(日本テレビ)　大岡弘光(ヴァンフィル)
- 監督：山本迪夫、小山幹夫
- 助監督：吉原勲
- 犬指導：須藤徳司（須藤警察犬訓練所）

- 音楽：木森敏之
- 主題歌：『Tendernessを抱きしめて…』サーカス（作詞:松本隆／作曲:木森敏之）